# Pintura clasicista

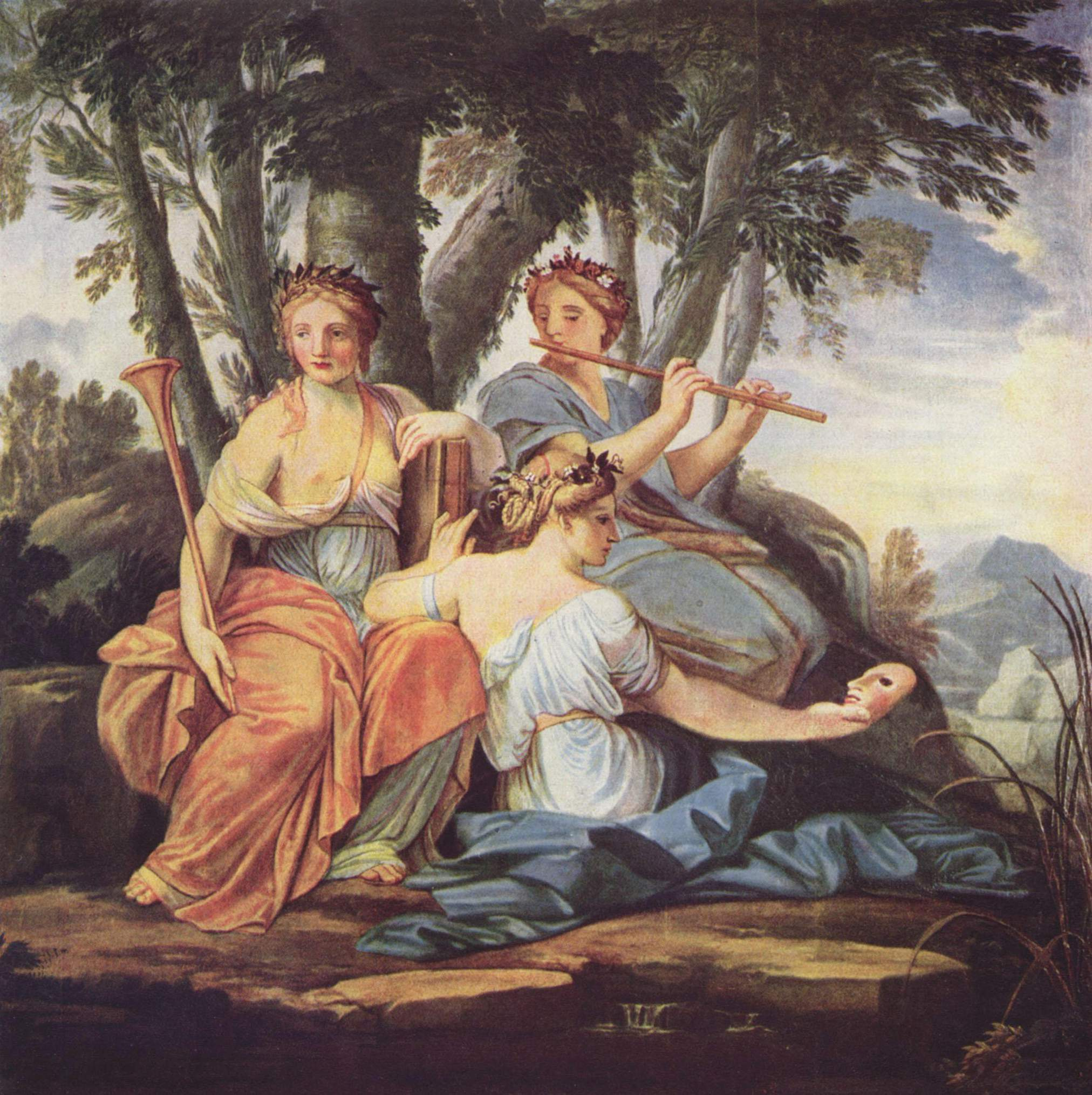
Las musas Clío, Euterpe y Talía, Eustache Le Sueur, h. 1640-1645, Museo del Louvre, París, ejemplo de aticismo.

La pintura clasicista es una de las tendencias o corrientes pictóricas que se desarrolló en el siglo XVII y representaba una alternativa a la pintura barroca. Como reacción al manierismo de finales del siglo XVI, surgieron en Italia dos tendencias: el caravaggismo y el clasicismo. Ambas se enmarcan cronológicamente dentro de la pintura barroca, pero sus características son distintas a las del barroco pleno, como señaló el historiador suizo Heinrich Wölfflin:
1. Predominó el dibujo sobre el color;
2. El espacio se construye mediante planos sucesivos, sin las bruscas diagonales barrocas;
3. Las obras son cerradas, no abiertas, con las figuras colocadas en el centro de la composición;
4. Las formas se distinguen nítidamente y son independientes, a diferencia de la "subordinación al todo" barroca;
5. No hay aquí violentos contrastes ni actitudes exageradas.

## El clasicismo romano-boloñés

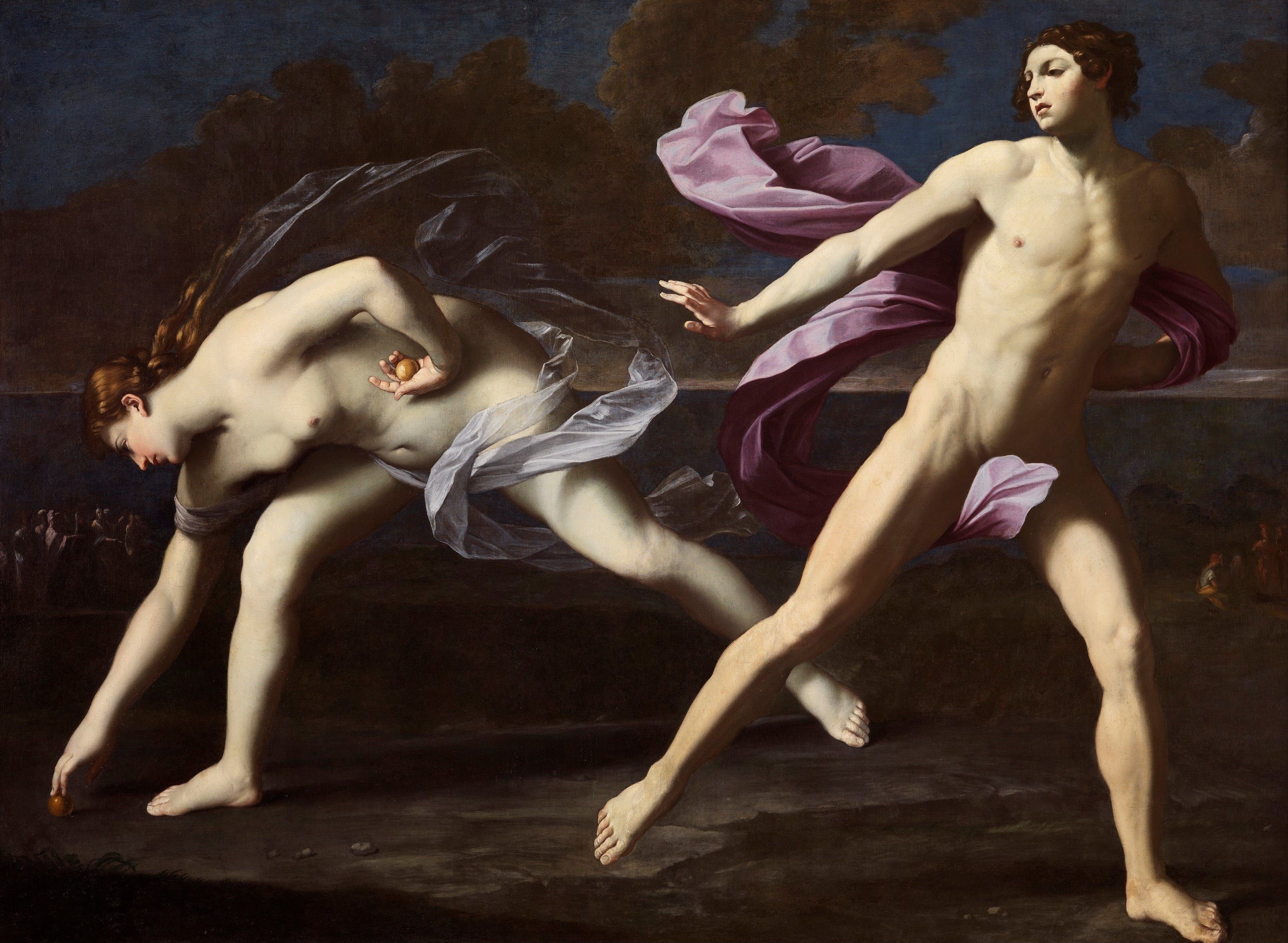
Hipómenes y Atalanta, Guido Reni, versión h. 1615-1625

La línea clasicista fue seguida por los Carracci, el más destacado de los cuales fue Annibale Carracci, dando lugar al clasicismo romano-boloñés, tendencia que se opuso al caravaggismo. Carracci pretendió restablecer el estilo de Rafael.
Esta tendencia nació en la ciudad universitaria de Bolonia, en un ambiente culto que buscaba una realidad más intelectualizada que los caprichos manieristas. No obstante, no se decantan por el naturalismo a la manera de Caravaggio, sino que buscan expresar una belleza ideal. Resultaba así un arte verosímil y noble, que no caía en vulgaridades y que expresaba una gran serenidad.
Tuvo un gran éxito entre los eclesiásticos. Se realizaron frescos y también pintura de caballete.
Destaca la importancia que le dio a la naturaleza y al paisaje, expresado con belleza, equilibrio y serenidad. Fue el precedente y origen de lo que después será el paisaje "clasicista" o "heroico".
La obra maestra de Annibale Carracci fue la bóveda de la Galería del Palacio Farnesio, en Roma (1597-1604), que realizó a imitación de la Capilla Sixtina. La influencia de esta galería, estilísticamente entre el renacimiento y el barroco, fue enorme. También se le considera el creador del paisaje clásico, en el que las figuras humanas son meramente anecdóticas. 
Los Carracci fundaron una Academia, llamada primero de los Deseosos y luego de los Encaminados. Tenía como objetivo completar la formación de los pintores, no sólo mediante la técnica, sino también dotándoles de formación humanística y literaria. 
Muchos pintores formaron parte de la Academia. Los más conocidos son Domenichino, el boloñés Guido Reni y Francesco Albani. Autores posteriores se consideran de transición hacia el pleno barroco: Giovanni Lanfranco y Guercino. 
Cuando el resto de Italia trabajaba ya las formas del pleno barroco, el clasicismo sobrevivía en la obra de Andrea Sacchi, Giovanni Francesco Romanelli y Carlo Maratta.

## El clasicismo francés
Así como el tenebrismo tuvo éxito en la Francia de provincias, el clasicismo arraigó en la corte y en París, entre un público de aristócratas y la alta burguesía. El clasicismo francés de la época de Luis XIII estuvo dominado por las figuras de dos artistas que trabajaban en Roma: Nicolas Poussin y Claudio Lorena. De este último se destacan sobre todo los paisajes, que influyó en el romanticismo. Tanto Poussin como Lorena satisfacían ante todos los gustos de los coleccionistas franceses, especialmente de Richelieu y Mazarino, que adquirían sus obras.
Otro pintor que también desarrolló su carrera en Roma, pero cuyas obras se adquirían en Francia, fue Gaspard Dughet. En París trabajaron Laurent de La Hyre y Jacques Stella.
A mediados de siglo la corriente dominante fue el aticismo, estilo caracterizado por sus peculiares refinamientos. Representan esta tendencia Eustache Le Sueur, Sébastien Bourdon, Nicolas Loir (1624-1679) y Nicolas Chaperon.
En la corte francesa se cultivó igualmente el retrato, destacando sobre todo en este punto la figura de Philippe de Champaigne, que cultivó tanto el retrato sencillo, íntimo, de gran penetración psicológica, como el cortesano, en que se presentan a los reyes y las grandes figuras con todo su esplendor. El retrato de corte suele ser de pie, con accesorios como columnas o cortinajes. Esta segunda línea fue cultivada por retratistas como Hyacinthe Rigaud y Nicolas de Largillière.
Durante el reinado de Luis XIV, el clasicismo se identificó con el "gran gusto", siendo la figura más influyente fue Charles Le Brun, que marcó el estilo oficial de la época. A este respecto fue determinante la creación, en 1648, de la Academia Real de Bellas Artes, con lo que se creaban unas líneas artísticas oficiales al servicio de la monarquía. La Academia estableció una jerarquía de géneros, dentro de la cual el paisaje ocupaba el último lugar.
Aunque el iniciador es considerado Simon Vouet, antiguo tenebrista, es sin duda Le Brun la figura académica por excelencia, y quien mejor supo defender el ideal artístico del Rey Sol. Fue nombrado Primer Pintor del Rey en 1664, y dirigió los trabajos de Versalles.
Otros artistas destacados son Pierre Mignard, Antoine Coypel, Jean Jouvenet y Charles de la Fosse.

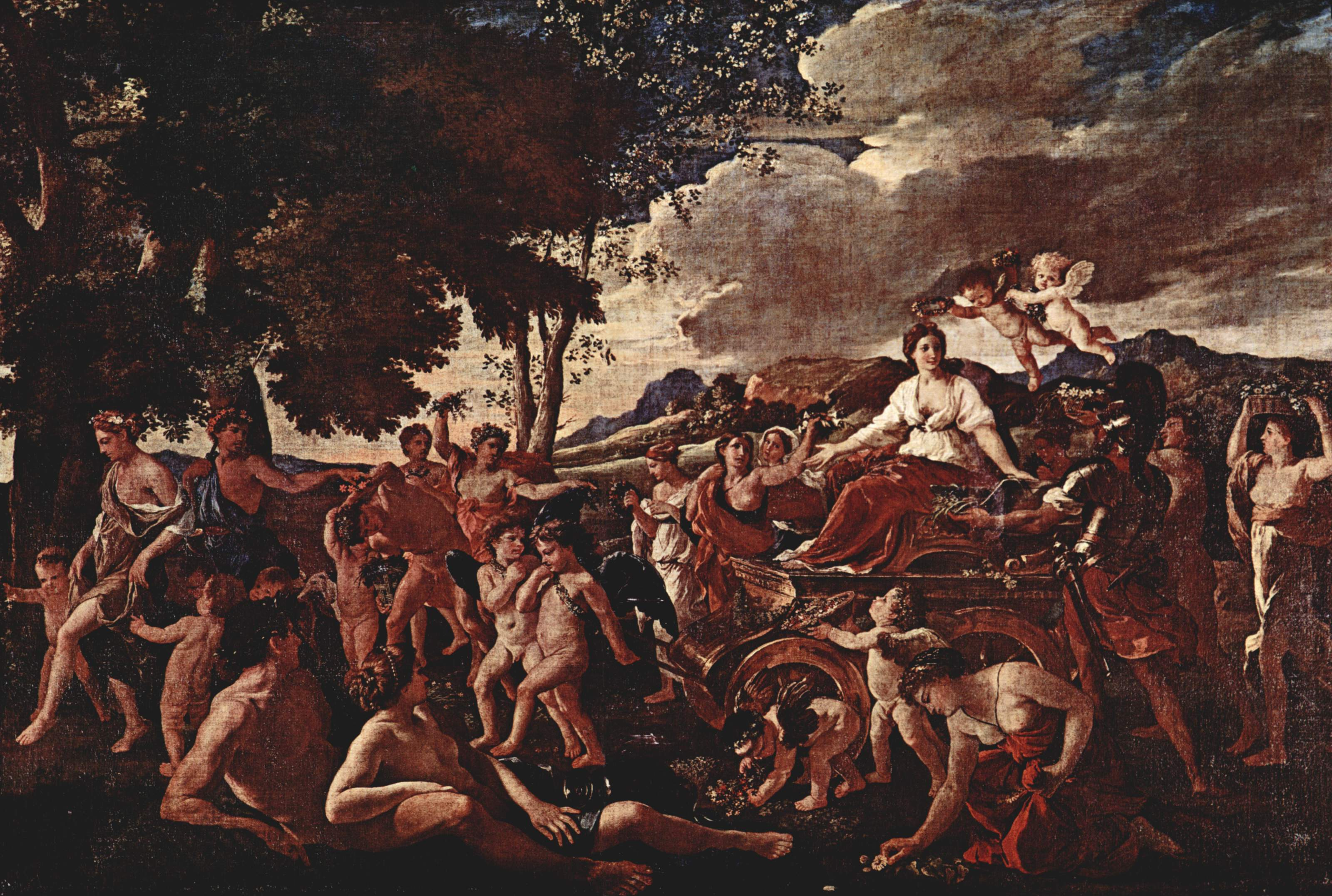
El triunfo de Flora, Nicolas Poussin, h. 1627-1629, óleo sobre lienzo, 165 × 241 cm, Museo del Louvre, París.
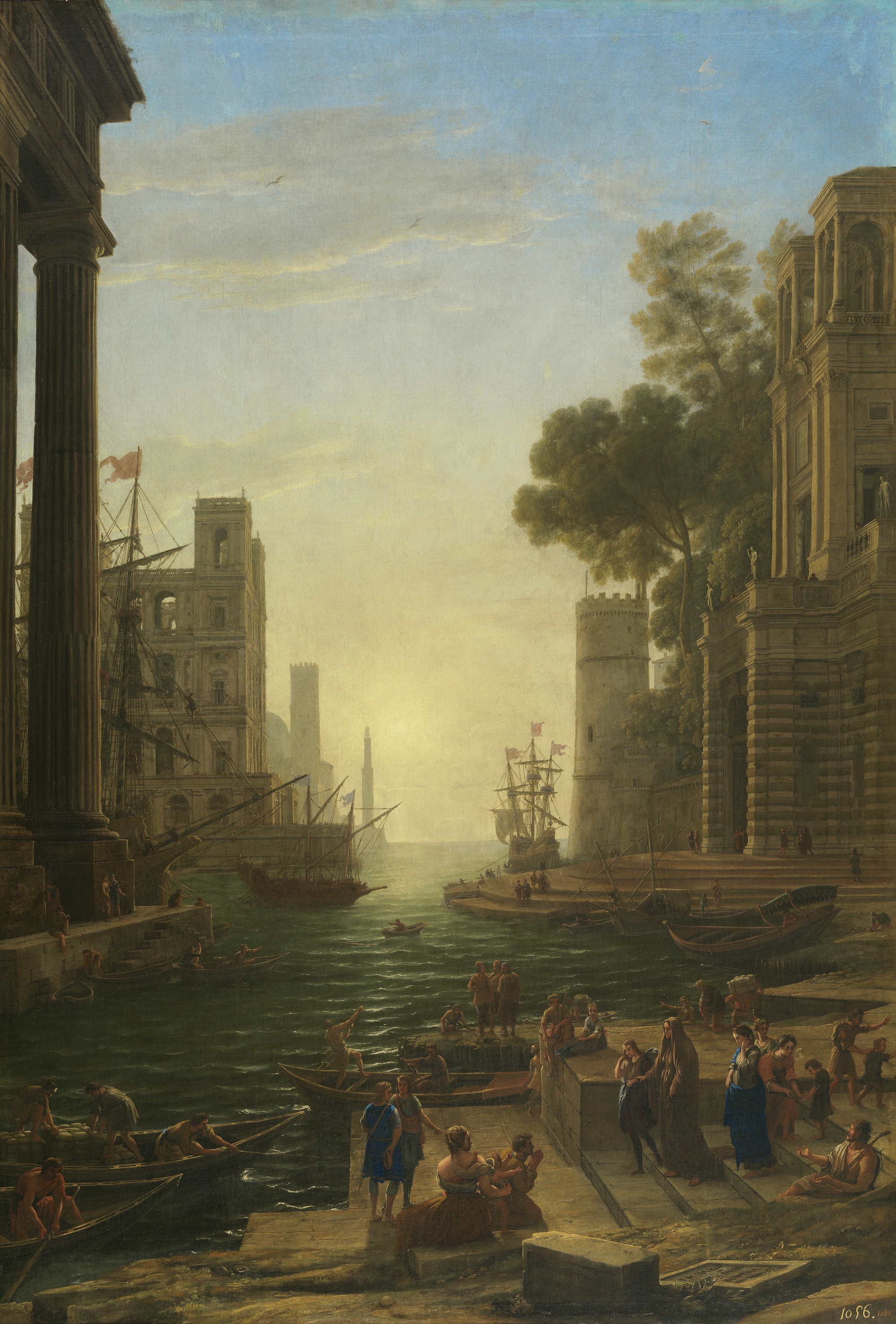
Paisaje con el embarque de Santa Paula en Ostia, Claude Lorrain, 1639-1640, óleo sobre lienzo, 211 × 145 cm, Museo del Prado, Madrid.
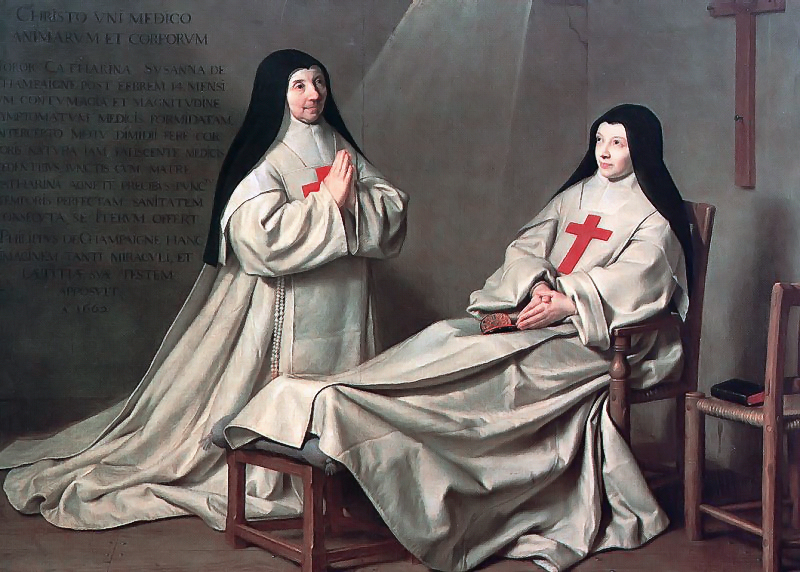
Retrato de la Madre Arnauld y de la hija del pintor. Exvoto, Philippe de Champaigne, 1662, Museo del Louvre, París.
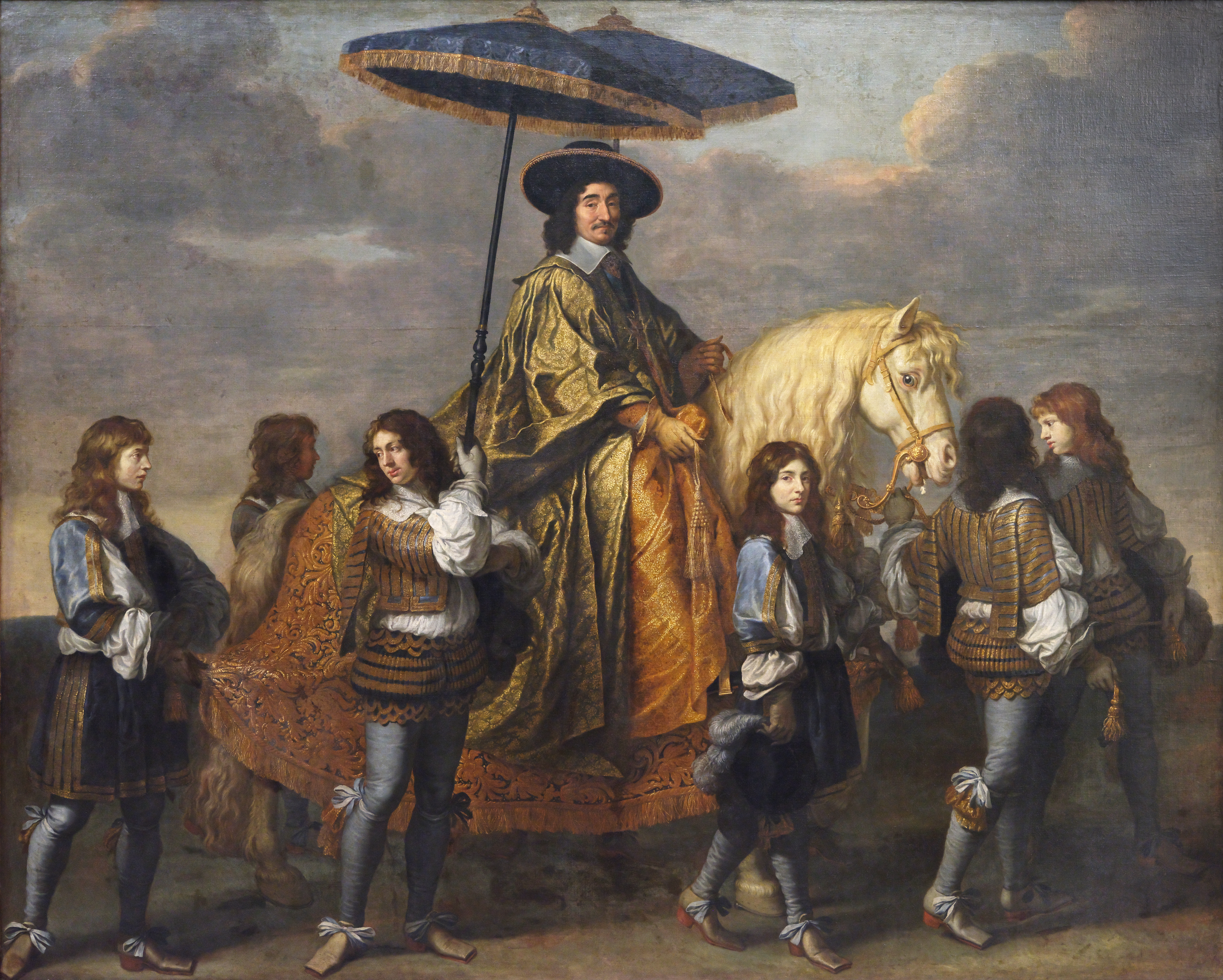
El canciller Séguier, Charles Le Brun, h. 1670, óleo sobre lienzo, 295 × 351 cm, Museo del Louvre, París.
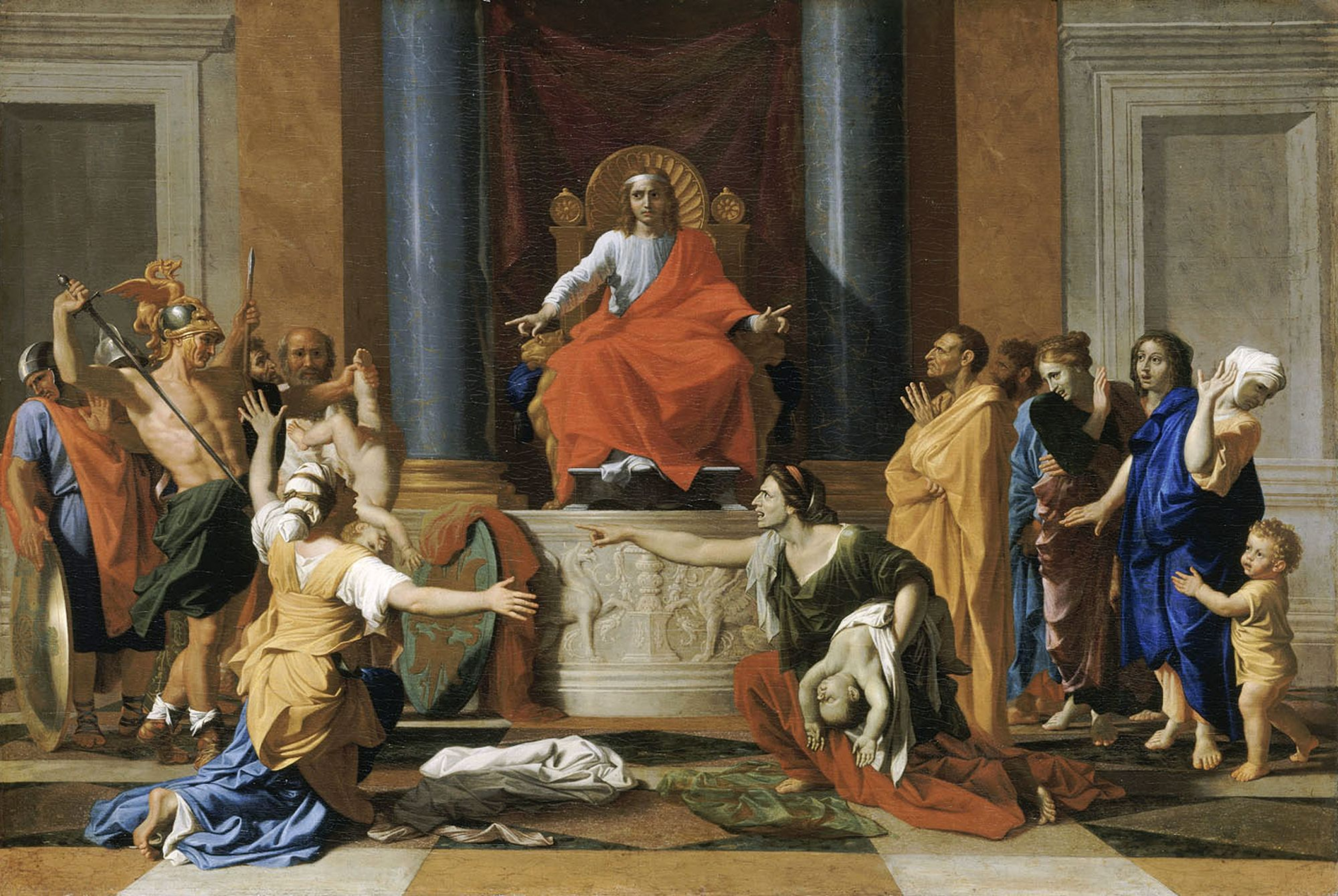
El juicio de Salomón, Nicolas Poussin, 1649, óleo sobre lienzo, 101 × 150 cm, Museo del Louvre, París.

## Escuela de Lieja
En Flandes se desarrolló un estilo clasicista en torno a la escuela de Lieja, opuesta a la de Amberes. El principal representante de esta tendencia fue Gérard de Lairesse. Otros pintores que pueden enmarcarse dentro de ella son: Bertholet Flémal, Jean-Guillaume Carlier, Englebert Fisen y Lambert Blendeff.